# Ney Bello
Ney de Barros Bello Filho (São Luís, 23 de março de 1969) é um jurista e magistrado brasileiro, atualmente desembargador do Tribunal Regional Federal da 1.ª Região (TRF-1) e professor adjunto da Universidade Federal do Maranhão (UFMA).
É membro da Academia Maranhense de Letras.

## Biografia

### Formação acadêmica
Ney Bello graduou-se em direito pela Universidade Federal do Maranhão em 1990. Tornou-se mestre em direito pela Universidade Federal de Pernambuco em 2000 e doutor em direito ambiental pela Universidade Federal de Santa Catarina em 2006, com pesquisa elaborada na Universidade de Coimbra, Portugal, e na Universitá Degli Studi di Lecce, Itália. Concluiu pós-doutorado em direito constitucional pela Pontifícia Universidade Católica do Rio Grande do Sul em 2010.

### Carreira
Iniciou suas atividades profissionais em 1992, como promotor de justiça do Ministério Público do Estado do Maranhão, cargo que exerceu até 1995, quando ingressou no Ministério Público Federal como procurador da República.
Em novembro de 1995, ingressou na carreira da magistratura como juiz federal na seção judiciária do Maranhão. Foi membro do Tribunal Regional Eleitoral do Maranhão entre 1996 e 1998.
Foi promovido ao cargo de desembargador do Tribunal Regional Federal da 1.ª Região pelo critério de merecimento, tomando posse em 27 de junho de 2013.
Em 7 de junho de 2019, o jornal Folha de S. Paulo divulgou que o desembargador Ney Bello Filho protelou de 2015 a 2019 o julgamento do escândalo dos atos secretos do Senado Federal, que estava sob sua guarda no TRF da 1ª Região, apontando suposta troca de favores com o ex-presidente da República José Sarney. Após a publicação da reportagem, o desembargador se julgou impedido e o devolveu para redistribuição.
Em 11 de maio de 2022, foi indicado em lista quádrupla elaborada pelo Superior Tribunal de Justiça para assumir uma das vagas abertas no tribunal.

### Academia Maranhense de Letras
Bello foi eleito membro da Academia Maranhense de Letras, para ocupar a cadeira de nº 40, na sucessão de Antonio Almeida, tendo sido recepcionado por Américo Azevedo Neto em 9 de outubro de 2009.

## Obras
- Estudos em Homenagem a Dionísio Rodrigues Nunes (2001)
- Sistema constitucional aberto: teoria do conhecimento e da interpretação do espaço constitucional (2003)
- Oitenta semanas de prosa; crônicas de um universo compartilhado (2008)
- Direito ao ambiente: da compreensão dogmática do direito fundamental na pós-modernidade (2011)
- Interlúdio: pós-modernidade, direito e sociedade (2012)
- Jurisdição e interpretação (2015)
- Hermenêutica e jurisdição (2015)
- Jurisdição e justiça (2015)
- Direito e política (2015)
- Tusitala (2017)
- ...E os juízes foram embora de Berlim (2024)[6]